# انی پالیان
انی پالیان (انگلیسی: Ani Palian؛ زادهٔ) ورزشکار اهل اوکراین است.
وی در مسابقات کشوری و بین‌المللی در مجموع برندهٔ ۳ مدال طلا، ۲ مدال نقره، ۷ مدال برنز شده‌است.